# Taylor-Zins
Der Taylor-Zins ist in der Volkswirtschaftslehre der aus der Taylor-Regel abgeleitete Zinssatz.

## Bestimmung
Im volkswirtschaftlichen Spezialgebiet der Geldpolitik wird der Taylor-Zins aus der Taylor-Regel abgeleitet und wie folgt bestimmt: 
{\displaystyle i=r^{*}+p+0{,}5\cdot (p-p^{*})+0{,}5\cdot (y-y^{*})}
- {\displaystyle i}: Taylor-Zinssatz
- {\displaystyle r^{*}}: langfristiger realer Gleichgewichtszinssatz
- {\displaystyle p}: Inflationsrate
- {\displaystyle p^{*}}: Zielinflationsrate der Zentralbank
- {\displaystyle Y}: Bruttoinlandsprodukt BIP
- {\displaystyle Y^{*}}: Trendwert des BIPs

Großes {\displaystyle Y} bezeichnet das BIP, das kleine {\displaystyle y} bezeichnet den natürlichen Logarithmus davon, entsprechendes gilt für 
{\displaystyle Y^{*}}:
- {\displaystyle y=\ln Y}
- {\displaystyle y^{*}=\ln Y^{*}}

Die Produktionslücke (Output-Gap) ist die relative Abweichung vom BIP ({\displaystyle Y}) zum Trendwert des BIPs ({\displaystyle Y^{*}}).
- Angebotslücke: {\displaystyle y-y^{*}=\ln {\frac {Y}{Y^{*}}}={\frac {Y-Y^{*}}{Y^{*}}}}

Bei der letzten Formel wird genutzt, dass
{\displaystyle \ln x\approx x-1}
für Werte von {\displaystyle x} nahe 1 ist.
Der Taylor-Zins wird auch als Maß verwendet, ob die Geldpolitik der Zentralbank ungewöhnlich restriktiv ist (Zentralbankzinssatz höher als der Taylor-Zins) oder ungewöhnlich expansiv (Zentralbankzinssatz niedriger als Taylor-Zins). Erforderlich zur Ermittlung des Taylorzinssatzes ist, dass die Zentralbanken eine Zielinflationsrate bekanntgeben, bei der EZB ist diese 2 %. Auch Taylor nahm für die US-Zentralbank eine Zielinflationsrate von 2 % an. Für den langfristigen realen Gleichgewichtszinssatz nahm er ebenfalls 2 % an. 
Die Angebotslücke (englisch output gap) wird als relative Abweichung des BIPs vom Trendwert des BIPs ermittelt. Hier ergibt sich eine gewisse Unbestimmtheit, da verschiedene Verfahren zur Trendwertermittlung zu unterschiedlichen Ergebnissen führen können. Darstellungen zum Zinssatz im Vergleich zum Taylorzinssatz sollten also angeben, von welchem Zielwert der Zentralbank für die Inflationsrate sie ausgehen, welchen langfristigen realen Zinssatz sie annehmen und nach welchem Verfahren sie den Trendwert des BIPs ermittelt haben. 
Gelegentlich wird in einer Modifikation des Modells die Produktionslücke durch das Produktionswachstum ersetzt.